# 蘭斯·巴伯
蘭斯·巴伯（英語：Lance Barber，1973年6月29日—）是一位美國男演員。他知名於飾演CBS的成長情景喜剧《少年謝爾頓》（2017－）中的喬治·高栢，以及FX的處境喜劇《酒吧五傑》（2005－）中的比爾·龐德羅薩（英語：List_of_It%27s_Always_Sunny_in_Philadelphia_characters#Bill_Ponderosa）。

## 早年生活
蘭斯·巴伯在密西根州巴特爾克里克出生並長大，他7歲時在穀倉劇院看了音樂劇《油脂》的演出後對演戲產生了興趣。他在1991年畢業前一直在彭菲爾德高中演出，並在獲得副學士學位同時在凱洛格社區學院的學校製作中演出。

## 職業生涯
在與珍妮佛·嘉納一起在穀倉劇院工作一年後，巴伯搬到芝加哥，並在第二城喜剧团努力工作了五年。他隨後搬到洛杉矶，並在The WB的小品喜劇《On the Spot》中飾演了他的第一個電視角色。他將自己在演藝事業的突破歸功於2005年HBO電視劇，由丽莎·库卓開創並主演的《喜劇女王慶回歸》，他在劇中主演電視作家保利·G.（英語：Paulie G.）。2010年，他在FX的《酒吧五傑》中飾演常設角色比爾·龐德羅薩。當HBO於2014年復活《喜劇女王慶回歸》時，他回歸飾演保利·G.。他還出演了《追愛總動員》、《吉爾莫女孩》、《加州靡情》、《神探阿蒙》、《心計》和《醫人當自強》等劇集。
巴伯在《生活大爆炸》的“斯派克曼的復發”（英語：The Speckerman Recurrence）一集中飾演在高中欺負伦纳德·霍夫斯塔特的占美·斯派克曼。2017年，他在《生活大爆炸》的衍生劇《少年謝爾頓》中飾演谢尔顿·库珀的父親喬治·高栢（英語：George Cooper Sr.）。他在接受採訪時提到，一些粉絲對他在兩套相關劇集中飾演不同角色感到困惑。他還在2018年《生活大爆炸》的“錄像機的照明”（英語：The VCR Illumination）一集中飾演高栢；該角色在劇集中已經去世，但出現在謝爾頓意外觀看的錄像帶上。

## 個人生活
巴伯與他的廚師妻子艾麗莎・巴伯（英語：Aliza Barber）以及他們的兩個年幼孩子住在洛杉磯。

## 作品列表

### 電影
| 年份 | 標題                               | 角色                  | 附註   |
| ---- | ---------------------------------- | --------------------- | ------ |
| 2002 | 《小鬼魔鞋》                       | 商業總監              | 未記名 |
| 2002 | 《Tenfold》                        | 酗酒的男孩            |        |
| 2003 | 《Patching Cabbage》               | 瑞安（英語：Ryan）        | 短片   |
| 2004 | 《Bad Meat》                       | 巴迪（英語：Buddy）        |        |
| 2005 | 《綠灣教父》                       | 肯尼·卡魯索（英語：Kenny Caruso） |        |
| 2005 | 《The Poet of Canis》              | 詩人（英語：The Poet）        | 短片   |
| 2006 | 《For Your Consideration》         | 丁奇（英語：Dinkie）        |        |
| 2006 | 《做出來的愛》（英語：Breakdown）           | 洛根·康納（英語：Logan Conner）   | 短片   |
| 2006 | 《泡沫效果》（英語：The Lather Effect）             | 保羅·海靈（英語：Paul Helling）   |        |
| 2008 | 《雷的陰影》                       | 卡拉OK歌手            |        |
| 2008 | 《愛情決勝分》                     | 托萊多的裁判          |        |
| 2010 | 《死貓》（英語：Dead Cat）                 | –                     | 短片   |
| 2010 | 《佩妮》（英語：Penny）                 | 弗蘭克（英語：Frank）      | 短片   |
| 2013 | 《反黑暴隊》                       | 科曼奇（英語：Comanche）      |        |
| 2017 | 《Never Seen You Shine So Bright》 | 尼爾（英語：Neil）        |        |
| 2019 | 《Raunch and Roll》                | 克魯希（英語：Crash）      |        |
| TBA  | 《傻瓜（El Tonto）》               | 隨從                  | 製作中 |

### 電視
| 年份             | 標題                             | 角色                                          | 附註 |
| ---------------- | -------------------------------- | --------------------------------------------- | --- |
| 2001             | 《仁心仁術》                     | 霍華德·諾登（英語：Howard Norden）                         | 單集：“Start All Over Again”                                                                                   |
| 2001，2006       | 《吉爾莫女孩》                   | 雨果·格雷（英語：Hugo Gray）／ 旅館裡的男人            | 兩集： - “Like Mother, Like Daughter”（2001）雨果·格雷 - “Introducing Lorelai Planetarium”（2006）旅館裡的男人 |
| 2002             | 《What I Like About You》        | 電話男                                        | 單集：“Spa Day”                                                                                                |
| 2003             | 《On the Spot》                  | 合奏演奏者                                    | 五集 |
| 2004             | 《Come to Papa》                 | 菲利普（英語：Phillip）                              | 單集：“The Crush”                                                                                              |
| 2004             | 《Faking the Video》             | 假導演比利（英語：Billy the Fake Director）                          | |
| 2004             | 《是的，親愛的》                 | 男人                                          | 單集：“Who Done It?”                                                                                           |
| 2005             | 《喬伊》                         | 史蒂夫（英語：Steve）                              | 單集：“Joey and the High School Friend”                                                                        |
| 2005，2014       | 《喜劇女王慶回歸》               | 保利·G.（英語：Paulie G.）                             | 主演 |
| 2006             | 《Thick and Thin》               | 凱文（英語：Kevin）                                | 單集：“Mary Moves On”                                                                                          |
| 2006             | Untitled Patricia Heaton Project | 皮特（英語：Pete）                                | 電視電影 |
| 2007             | 《比佛利拜金女》                 | 埃里克（英語：Eric）                              | 電視電影 |
| 2007             | 《加州靡情》                     | 尼克·洛瑞（英語：Nick Lowry）                           | 三集 |
| 2007             | 《貪得無厭》（英語：Insatiable）           | 傑里·馬里內利（英語：Jerry Marinelli）                       | 單集：“Pilot”                                                                                                  |
| 2008             | 《心計》                         | 丹尼爾·卡德拉（英語：Daniel Cardeira）                       | 單集：“Red-Handed”                                                                                             |
| 2008             | 《超級英雄》                     | 約翰尼·約翰（英語：Johnny John）                         | 單集：“The Cursed Tuba Contingency”                                                                            |
| 2009             | 《Single White Millionaire》     | 塞思·莫廷（英語：Seth Mortin）                           | 電視電影 |
| 《鑑證行動組》   | 艾爾·韋恩斯（英語：Al Wayons）            | 單集：“Bad Seed”                              | |
| 《神探阿蒙》     | 送貨員比爾（英語：Bill the Deliveryman）             | 單集：“Mr. Monk Is Someone Else”              | |
| 2010             | 《火線警探》                     | 弗蘭克（英語：Frank）                              | 單集：“Long in the Tooth”                                                                                      |
| 《倒錯人生》     | 蘇利（英語：Sully）                   | 兩集                                          | |
| 《醫人當自強》   | 菲爾（英語：Phil）                   | 單集：“Suicide Is Painless”                   | |
| 《人到中年》     | 五金店經理                       | 單集：“Father's Fraternity”                   | |
| 2010，2012-2018  | 《酒吧五傑》                     | 比爾·龐德羅薩（英語：Bill Ponderosa）                       | 常設角色 |
| 2011             | 《律政俏師太》                   | 大衛·科文（英語：David Kerwin）                           | 單集：“Purple Hearts”                                                                                          |
| 2011，2018       | 《生活大爆炸》                   | 喬治·高栢（英語：George Cooper Sr.）／ 占美·斯派克曼（英語：Jimmy Speckerman） | 兩集： - “The Speckerman Recurrence”（2011）占美·斯派克曼 - “The VCR Illumination”（2018）喬治·高栢            |
| 2012             | 《少男老爸》                     | 湯米（英語：Tommy）                                | 單集：“The Daddy Whisperer”                                                                                    |
| 《靈魂男人》     | 理查森先生（英語：Mr. Richardson）             | 單集：“Pastor Interference”                   | |
| 《追愛總動員》   | 警衛#1                           | 單集：“The Magician's Code: Part 2”           | |
| 《阿奇與阿皮》   | 警察                             | 單集：“#1.2 (2012)”                           | |
| 2013             | 《蒂姆斯谷》（英語：Timms Valley）           | -                                             | 單集：“2nd Executive”                                                                                          |
| 《瘋人瘋語》     | 克萊德（英語：Clyde）                 | 單集：“Models Love Magic”                     | |
| 《小律師大作為》 | 泰迪·拉茲洛（英語：Teddy Lazlow）            | 單集：“Control”                               | |
| 《現代愛情觀》   | 內特（英語：Nate）                   | 單集：“Sorry!”                                | |
| 2014             | 《性爱大师》                     | 拉里（英語：Larry）                                | 單集：“One for the Money, Two for the Show”                                                                    |
| 《酷妞雙人組》   | 德魯（英語：Drew）                   | 單集：“Speechless”                            | |
| 《魅力克利夫蘭》 | 泰勒（英語：Tyler）                   | 單集：“Straight Outta Cleveland”              | |
| 《开心汉堡店》   | 英語：                           | 單集：“Uncle Teddy”（配音）                   | |
| 《We Got Next》  | 傑伊（英語：Jay）                   | 電視電影                                      | |
| 2014-2016        | 《假亦真》                       | 盧卡斯/卡瑪的爸爸（英語：Lucas / Karma's Dad）                   | 常設角色 |
| 2015             | 《肯醫生》                       | 菲爾·斯托克頓（英語：Phil Stockton）                       | 單集：“The Master Scheduler”                                                                                   |
| 2016             | 《荒唐分局》                     | 帕特里克（英語：Patrick）                            | 單集：“Captain Latvia”                                                                                         |
| 2016-2017        | 《黑人當道》                     | 加布勒醫生（英語：Dr. Gabler）                          | 兩集 |
| 2017             | 《朱利安國王萬歲》               | 布魯斯（英語：Bruce）                              | 單集：“One More Cup, Part 2”（配音）                                                                           |
| 2017-2024        | 《少年謝爾頓》                   | 喬治·高栢（英語：George Cooper Sr.）                           | 主演（播出中）                                                                                                 |

## 外部連結
- 蘭斯·巴伯在互联网电影资料库（IMDb）上的資料（英文）
- Lance Barber （页面存档备份，存于） on CBS.com